# Bartolomé Colón
Bartolomé Colón (genovai : Bertomê Corombo;  portugálul: Bartolomeu Colombo; spanyolul: Bartolomé Colón; olaszul: Bartolomeo Colombo; 1460–1515) genovai felfedező, Kolumbusz Kristóf öccse.

## Élete
A Genovai Köztársaságban született 1461 körül. Gyermekkoráról kevés információ maradt fenn. Apja Kolumbusz Dominik szövő. Felnőve nagy szerepet vállalt bátyja vállalkozásában (lásd: Amerika felfedezése), és több expedíciójában is részt vett.
1502. július 30-án megérkeztek Guanajába, a Honduras partjainál lévő Bay-szigetek egyikébe. Kristóf testvérét a sziget felderítésére küldte. Ahogy felfedezték, hogy egy nagy kenu közeledik feléjük, Bartolomé felszállt rá, és megállapította, hogy maja kereskedelmi hajó, gazdag rakománnyal. Az európaiak elvettek mindent, ami felkeltette az érdeklődésüket, foglyul ejtették az idős kapitányt, és továbbálltak. Ez a kalóztámadás volt az első feljegyzett kapcsolat az európaiak és a maják között.
Bartolomé 1515. augusztus 12-én halt meg, ezzel túlélve bátyját. A források szerint házasságon kívül született egy lánya, Maria (1508-ban).